# Рахманин, Юрий Анатольевич
Юрий Анатольевич Рахманин (род. 27 апреля 1937 года, СССР) — советский и российский учёный, специалист в области экологии человека и гигиены окружающей среды, академик РАМН (2004), академик РАН (2013).

## Биография
Родился 27 апреля 1937 года.
В 1960 году окончил санитарно-гигиенический факультет 1-го ММИ имени И. М. Сеченова.
Затем работал помощником санитарного врача санэпидстанции, затем младшим научным сотрудником НИИ гигиены водного транспорта МЗ СССР, младшим научным сотрудником Института экспериментальной и клинической онкологии АМН СССР.
В дальнейшем научная и трудовая карьера шла в Институте общей и коммунальной гигиены имени А. Н. Сысина (сейчас это НИИ экологии человека и гигиены окружающей среды имени А. Н. Сысина), где прошел путь от младшего научного сотрудника до директора института (2000—2016), а с 2017 года — главный научный консультант института.
В 1966 году — защитил кандидатскую диссертацию, тема: «Изомеры нафтола в проблеме санитарной охраны водоемов, их сравнительная гигиеническая санитарно-токсикологическая оценка».
В 1980 году — защитил докторскую диссертацию «Гигиенические основы дистилляционного опреснения воды для хозяйственно-питьевого водоснабжения».
В 1993 году — избран членом-корреспондентом РАМН.
В 2004 году — избран академиком РАМН.
В 2013 году — стал академиком РАН (в рамках присоединения РАМН и РАСХН к РАН).

## Научная деятельность
Специалист в области экологии человека и гигиены окружающей среды, эксперт Всемирной организации здравоохранения.
Вел научные исследования в области экологии человека и гигиены окружающей среды, гигиены воды и её роли в формировании здоровья населения, основатель нового научного направления гигиены: водоснабжение экипажей космических аппаратов и морского флота.
Исследовал такие вопросы как современные критерии, показатели и стандарты качества питьевой воды; искусственное пополнение запасов подземных вод; повышение барьерной роли водоочистных сооружений и устройств; создание многофункциональных технологий кондиционирования качества воды; методология изучения влияния качества питьевой воды, её химического, в том числе макро- и микроэлементного, состава на состояние здоровья населения.
Возглавляет научно-исследовательские работы по изучению закономерностей обеззараживания, очистки и кондиционирования качества питьевой воды при использовании энергоинформационных технологий водообработки. Результатом данных изысканий явились три научных открытия, а монография «Вода — космическое явление», стала теоретическим фундаментом «Биофизики воды» как в нашей стране, так и за рубежом.
Под его руководством подготовлено 19 докторов и 30 кандидатов наук, а институт становился лауреатом конкурса «100 лучших вузов и НИИ России» (за 2012 год).
Автор более 1000 научных работ, в том числе 26 монографий, 8 справочников, 18 книг, 6 учебников для медицинских вузов, 9 научных открытий и более 70 документов санитарного законодательства, получил более 30 патентов.
Главный редактор журнала «Гигиена и санитария», член редколлегий и редсоветов журналов «Экологический вестник России», «Медицина катастроф», «Вестник РАЕН», «Вестник Санкт-Петербургской госмедакадемии», «Экология человека», «Сибирь-Восток», «Здоровье населения и среда обитания», «Профилактическая медицина», международных журналов «Химия и технология воды», «Биосфера», «Environment and Health».

## Награды[2]
- Премия Госкомитета СССР по науке и технике (1976)
- Премия Совета Министров СССР (1988)
- Заслуженный деятель науки Российской Федерации (2004)
- Благодарность Президента Российской Федерации (15 сентября 2003) — за активное участие в разработке экологической доктрины Российской Федерации
- Медаль «Ветеран труда» (1987)
- Юбилейная медаль «300 лет Российскому флоту» (1996)
- Медаль «В память 850-летия Москвы» (1997)
- Золотая медаль имени Ф. Ф. Эрисмана (2017) — за цикл работ по теме: «Медицина окружающей среды»
- Медаль «За заслуги перед отечественным здравоохранением» (2002)
- четыре золотые и одна серебряная медали ВДНХ СССР
- три медали «Лауреат ВВЦ» (1994, 1997 и 2002)
- Премия имени А. Л. Чижевского (1998)
- Премия имени В. А. Рязанова (1999)
- серебряные медали РАЕН имени П. Л. Капицы (1996) и имени И. П. Павлова (1998)
- Звезда Вернадского первой степени Международного межакадемического союза (1999)
- Почётный знак «Ученый года — 2012»